# Edifici al carrer Carme, 4 (Valls)
L'Edifici al carrer Carme, 4 és una obra de Valls (Alt Camp) protegida com a Bé Cultural d'Interès Local.

## Descripció
Edifici noble d'estil neoclàssic de planta baixa, principal i 2 pisos. La planta baixa presenta la porta d'accés a la part dreta té brancals de pedra regulars i arcs escarser. A la clau figura la data de 1800 i un anagrama amb una corona damunt.
Els pisos estan separats per impostes, que en el 2n pis es decoren amb greques. Les obertures dels balcons estan resseguides en general per motllures sobressortints. Els balcons estan sostinguts per carteles, llevat dels del 1er pis. Els balcons del 2n pis estan protegits per cornisa amb ornamentació de fulles d'acant. L'entaulament és una cornisa de maó sostinguda per carteles, moltes d'elles reconstruïdes posteriorment. Obra de maó arrebossada i pintada.

## Història
Es tracta de la casa més antiga del carrer.